# Wieliczka
Wieliczka é um município da Polônia, na voivodia da Pequena Polônia e no condado de Wieliczka. Estende-se por uma área de 13,41 km², com 23 395 habitantes, segundo os censos de 2019, com uma densidade de 1744,6 hab/km².
Sob a cidade de Wieliczka, existe uma das mais antigas minas de sal do mundo. A mina tem 300 kilometros de extensão e se localiza a 327 metros de profundidade. Está inoperante desde 1996.

## A mina de sal de Wieliczka
A mina é famosa por ter uma longa tradição de visitas turísticas. Foi visitada por diversas figuras culturais proeminentes, tais como Nicolau Copérnico, Goethe, Alexander von Humboldt,  Dmitri Mendeleev,  Robert Baden-Powell, Karol Wojtyła (mais tarde papa João Paulo II), Bill Clinton, assim como por inúmeras pessoas anónimas.

### Catedral de Sal
Em 1978, as minas de sal de Wieliczka passaram a figurar na lista do património da humanidade, da Unesco. Para esta eleição contribuiu a capela de Santa Cunegunda, chamada de catedral de sal por turistas e pela população local. É a maior igreja subterrânea do mundo e é dedicada a Santa Cunegunda, padroeira dos mineradores locais. O templo foi talhado a 330 pés de profundidade e tem uma área de cinco mil pés quadrados e 36 pés de altura.
O altar da capela foi esculpido por Tomasz Markowski, no qual consta figuras de São José, Papa Clemente I e, ao centro, a imagem de Santa Cunegunda. Relíquias dos santos foram colocados sob o altar em 1994. Ainda na capela fora colocada uma estátua dedicada a Papa João Paulo II, esculpida por Stanisław Anioł e inserida na capela em 1999. Aos domingos, e em datas festivas, é celebrada missa na capela.
A muitos metros de profundidade, as minas oferecem uma loja de recordações, onde é possível adquirir pequenas esculturas feitas em sal. Nas suas galerias subterrâneas, realizam-se também diversos eventos sociais, tais como banquetes, concertos e provas desportivas. Existe ainda um sanatório, onde pessoas com problemas alérgicos ou respiratórios podem desfrutar dos benefícios de uma temporada subterrânea.

## Tradição
Segundo a tradição, o dote oferecido para o matrimônio de Santa Cunegunda, sobrinha de Santa Isabel da Hungria e irmã de Margarida da Hungria e da Beato Yolanda da Polônia, foi uma rocha de sal, considerada de grande valor em seu tempo. Para cumprir esta condição e poder se casar com Boleslau V, o Casto, a Santa jogou seu anel de compromisso em uma mina de sal húngara. Depois viajou para Polônia e em Wieliczka pediu que se fizesse uma escavação até encontrar uma rocha. Resultou ser uma rocha de sal, que ao ser rompida em dois tinha em seu interior o anel de compromisso. Nesse lugar se encontraram os valiosos depósitos de sal da mina atual.

## Galeria

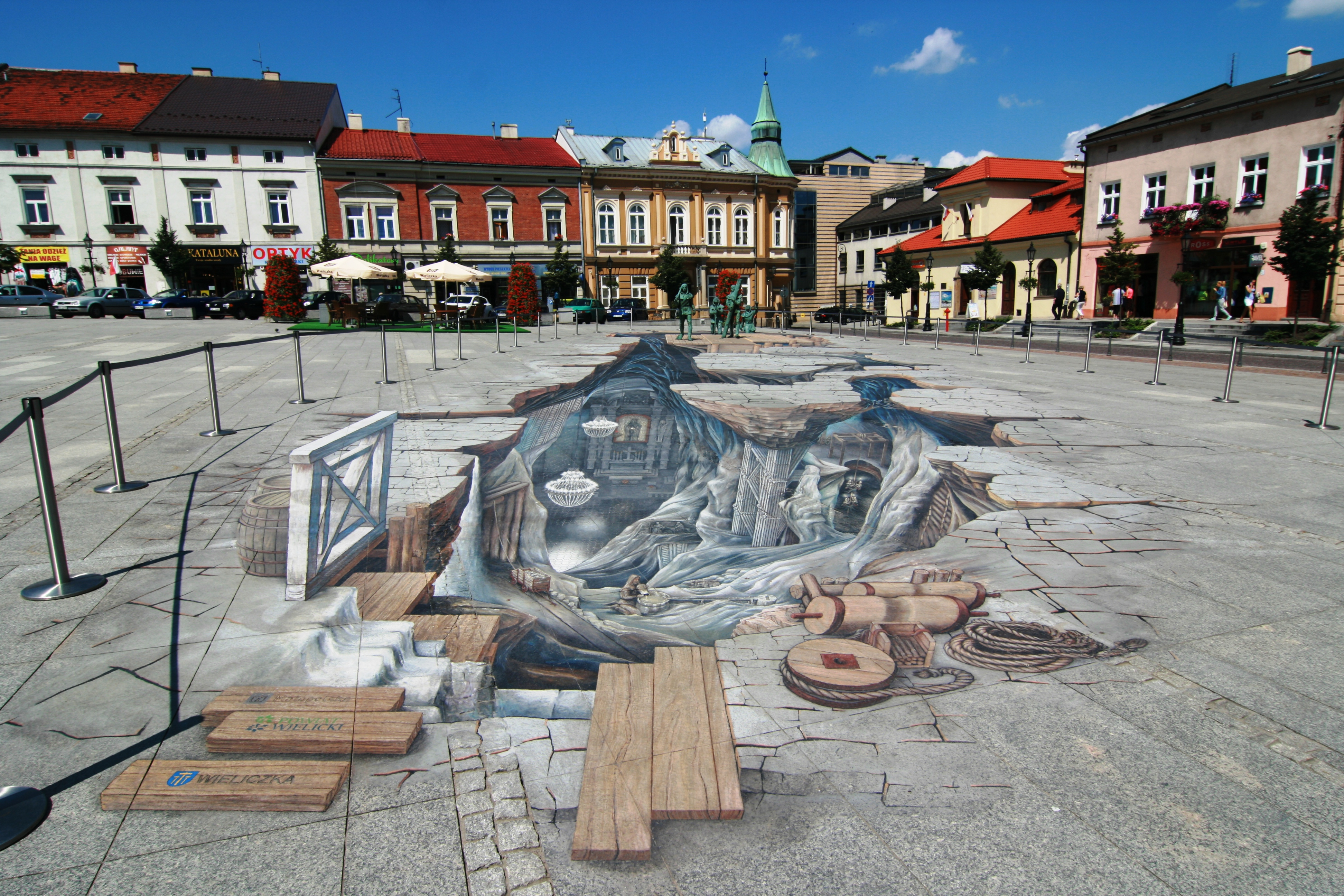
Detalhe do centro comercial da cidade
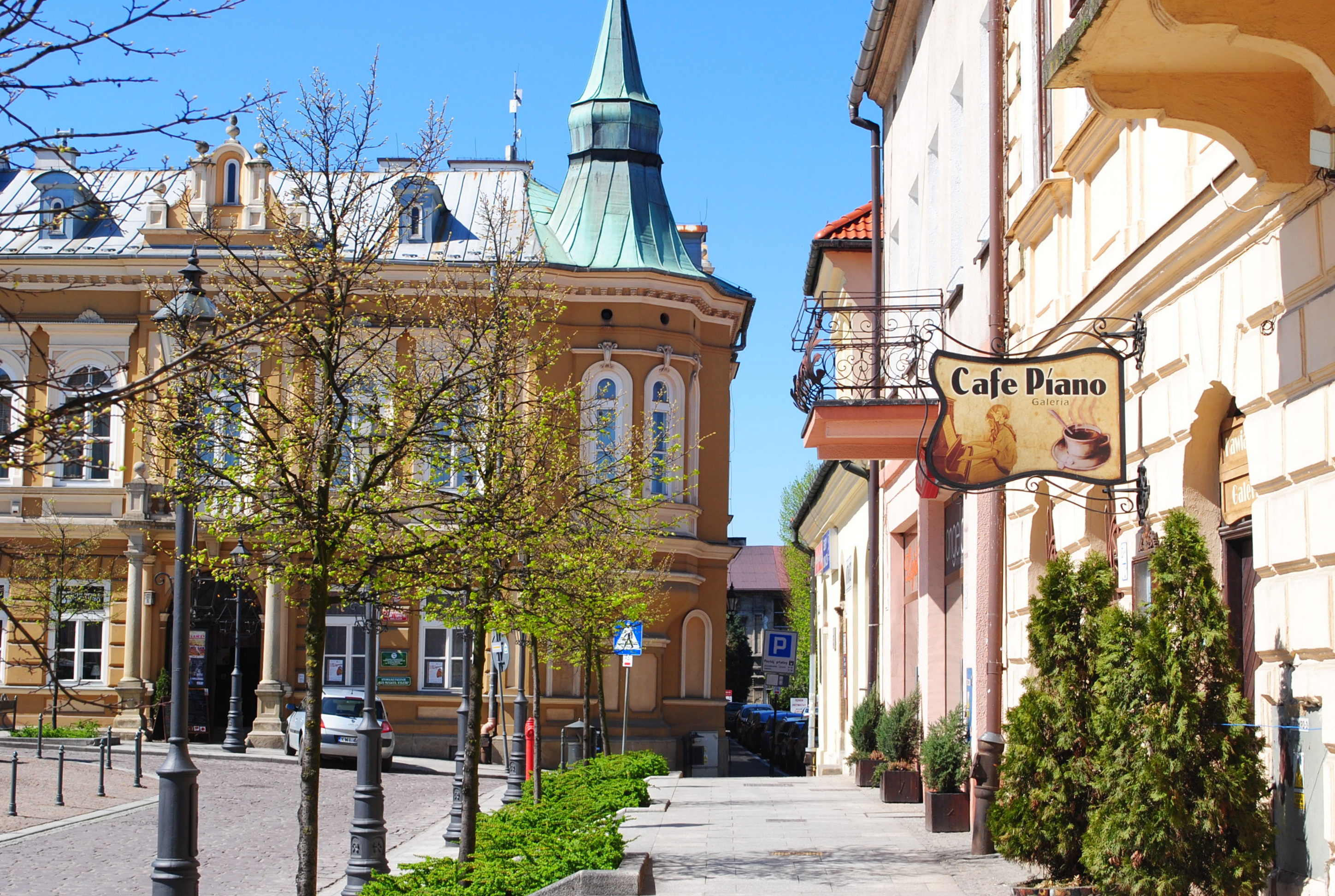
Típica rua da cidade
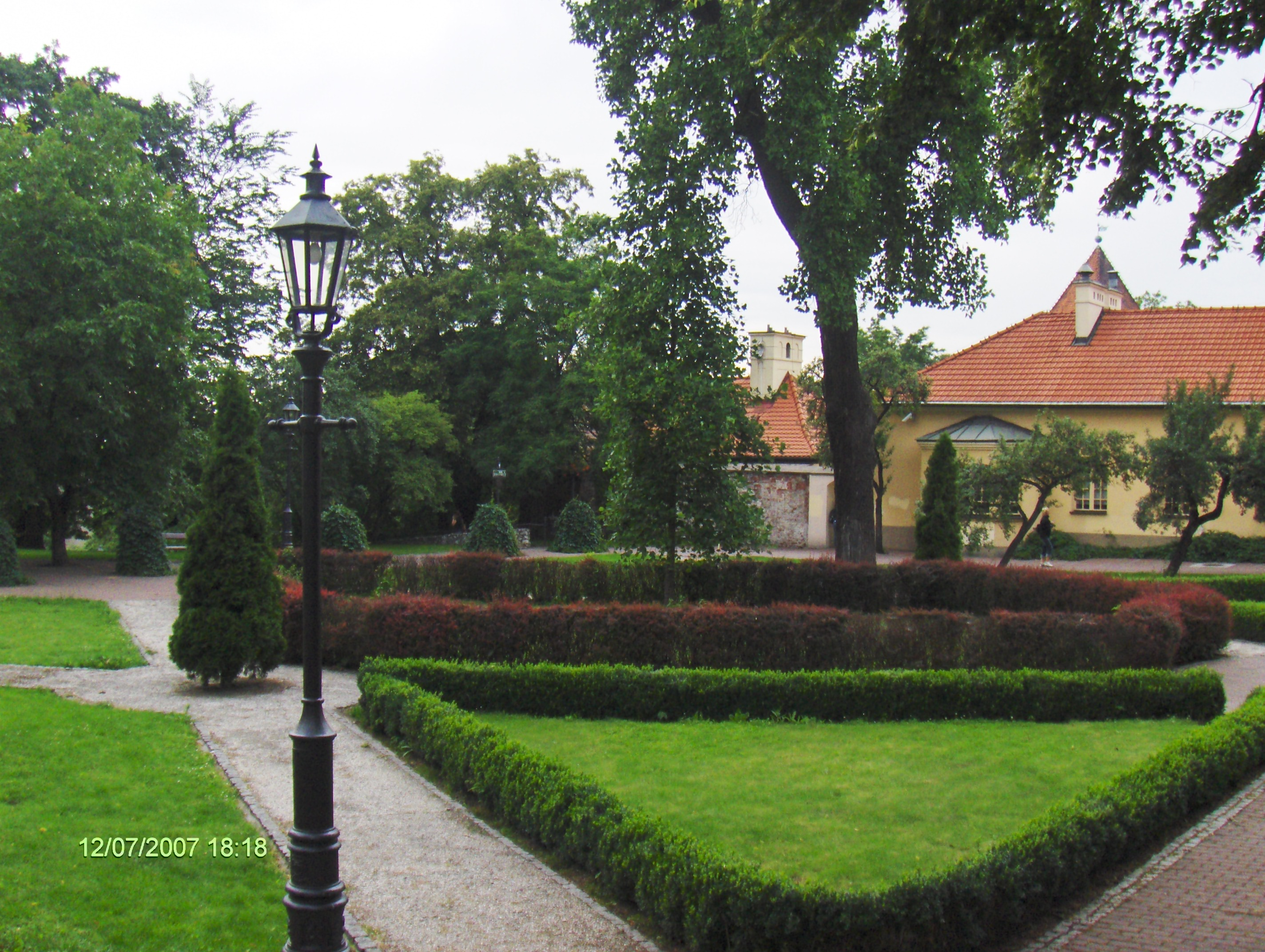
Jardim
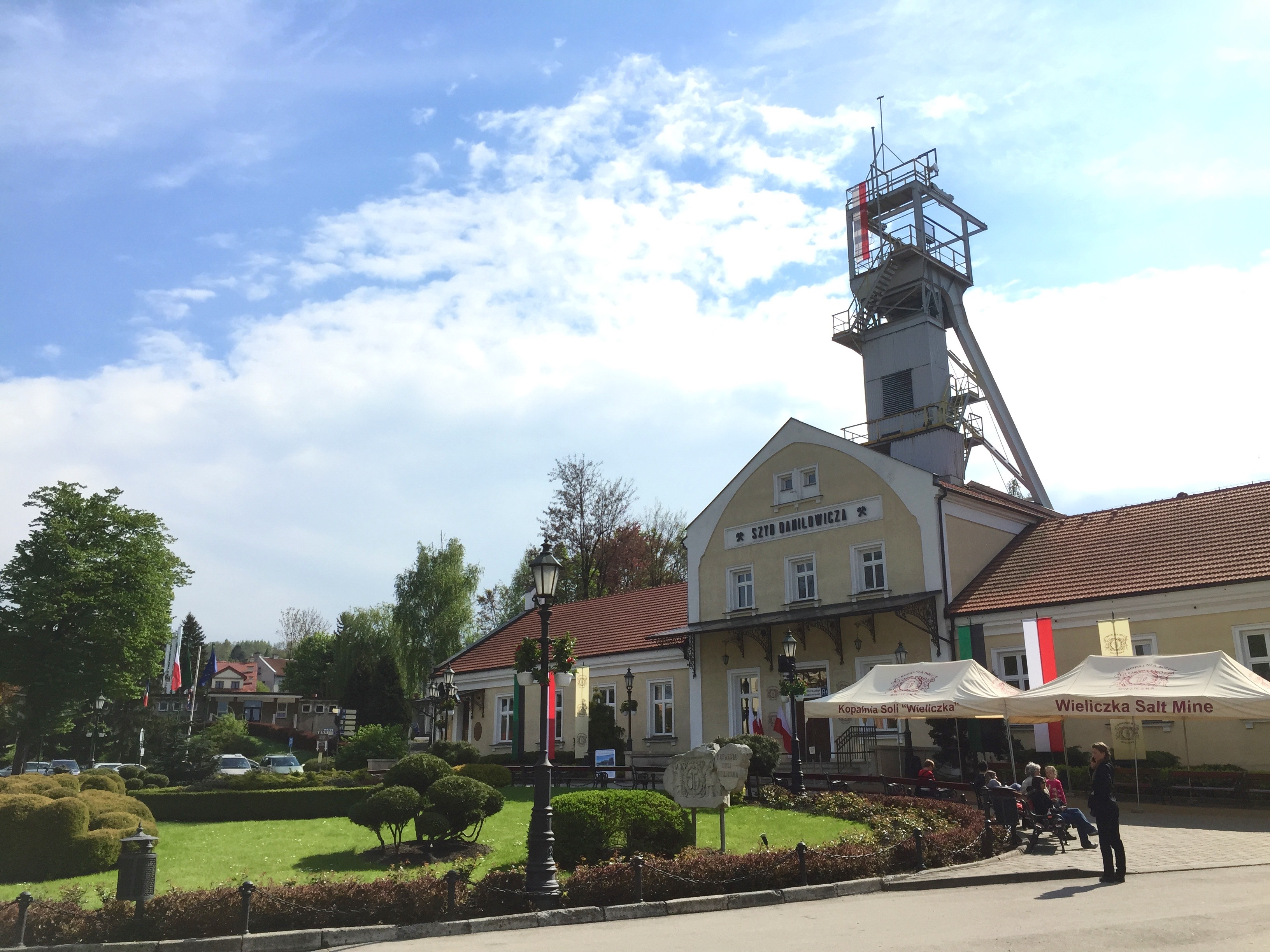
Entrada da mina de sal
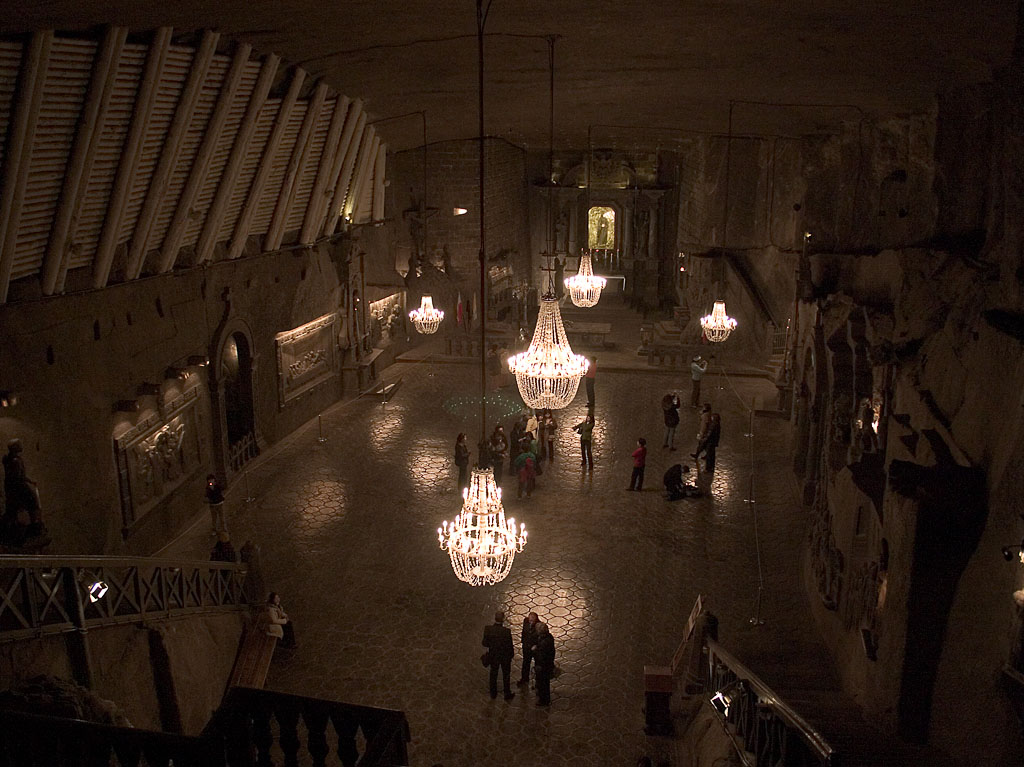
Capela de Santa Cunegunda
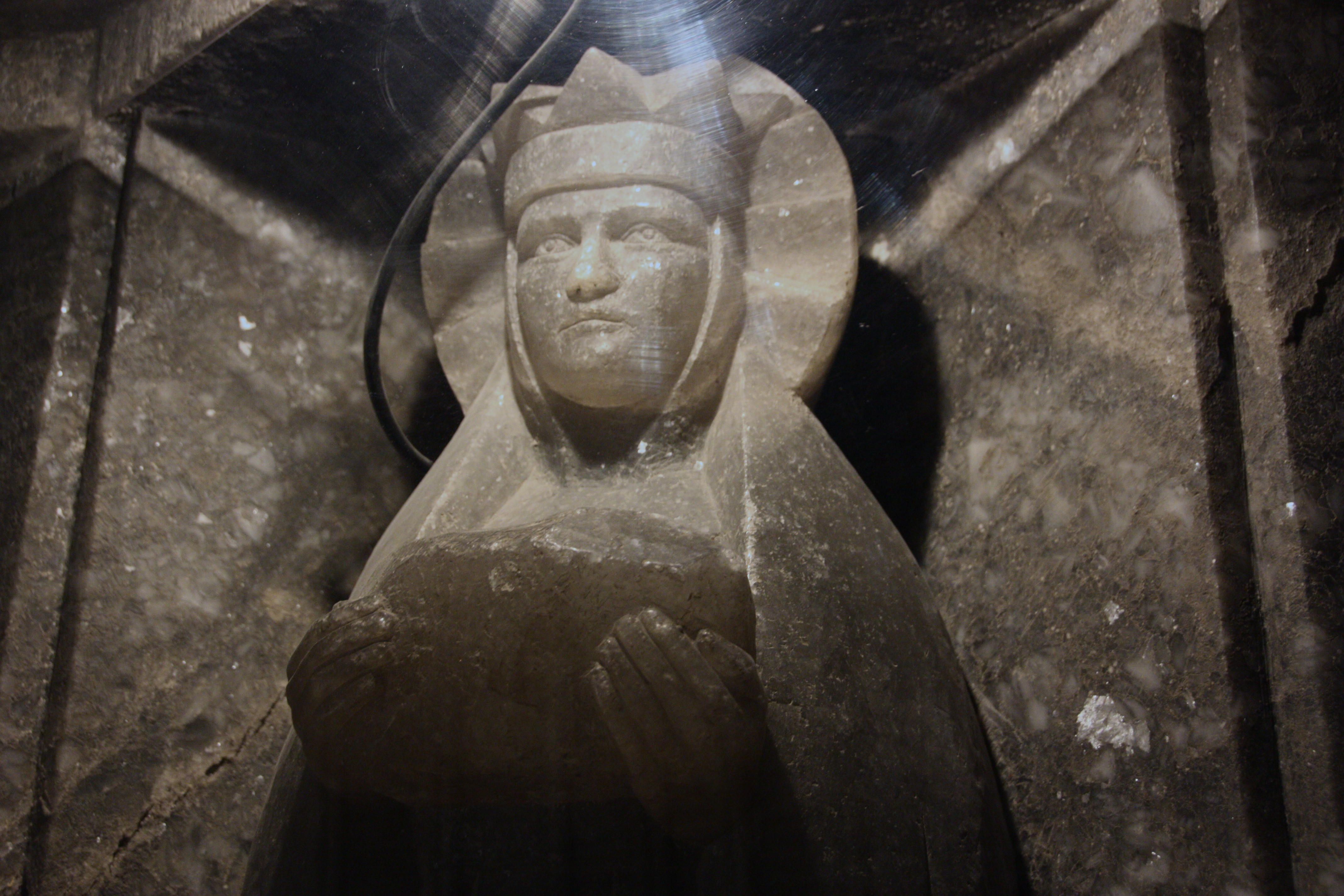
Escultura em sal de Santa Cunegunda
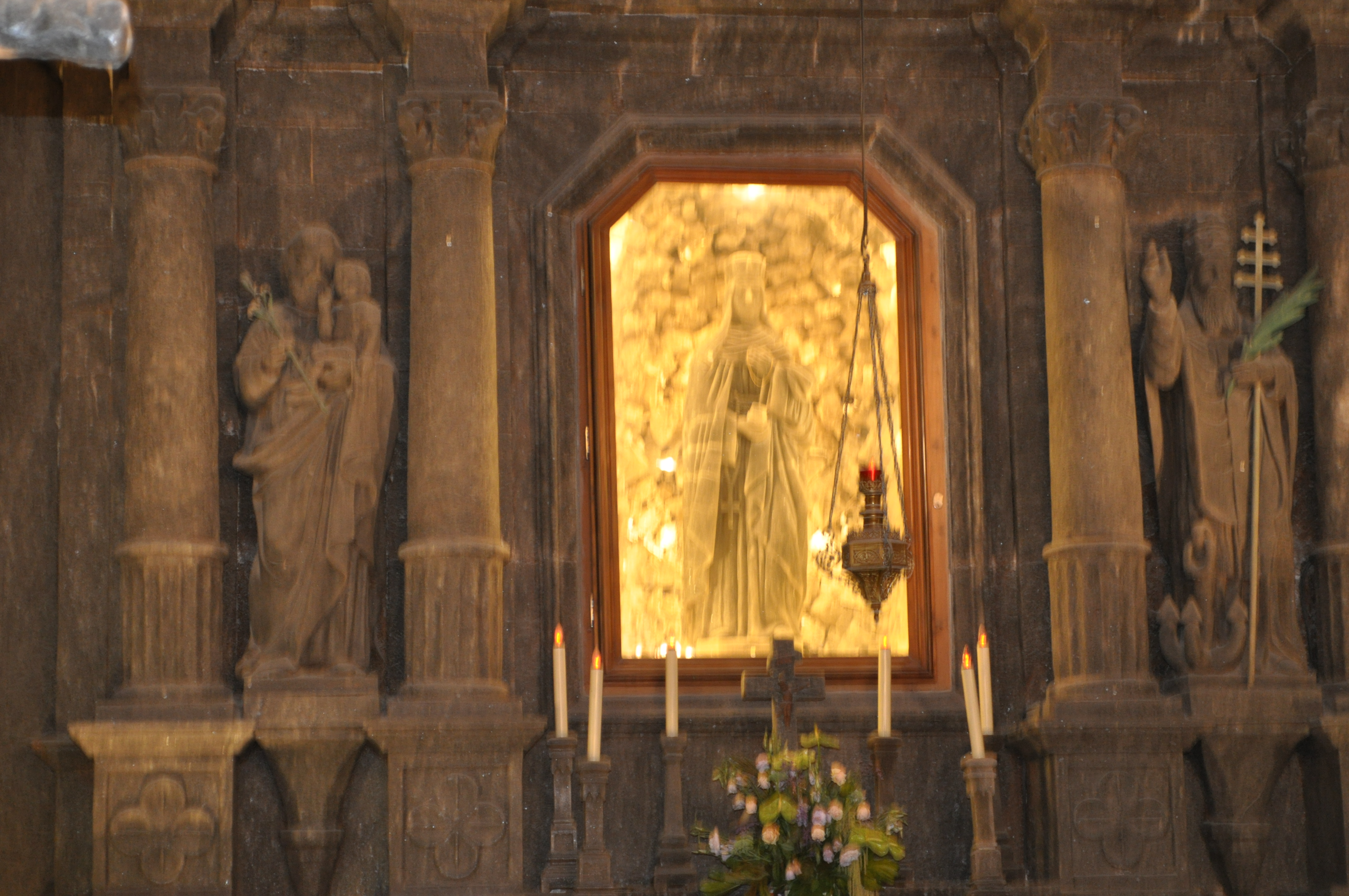
Altar da capela
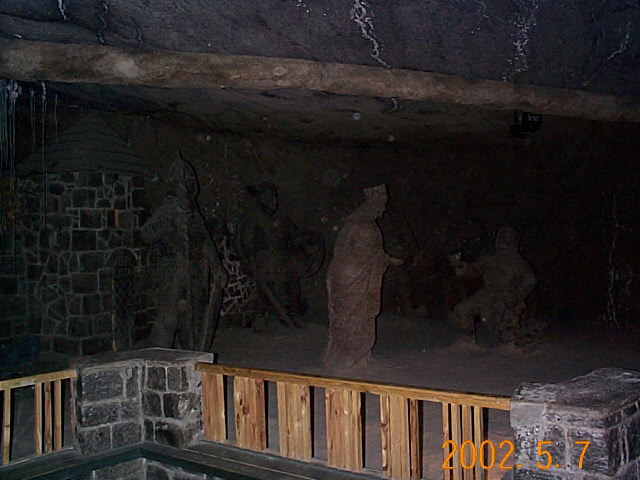
Cena do aparecimento do anel de Santa Cunegunda
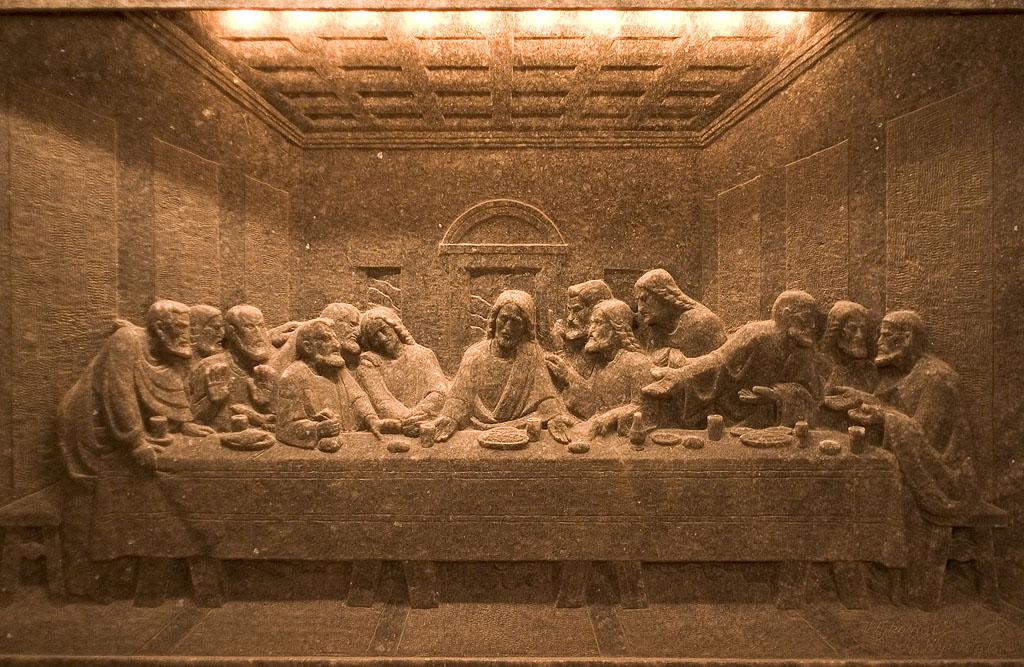
A última ceia esculpida numa parede de sal
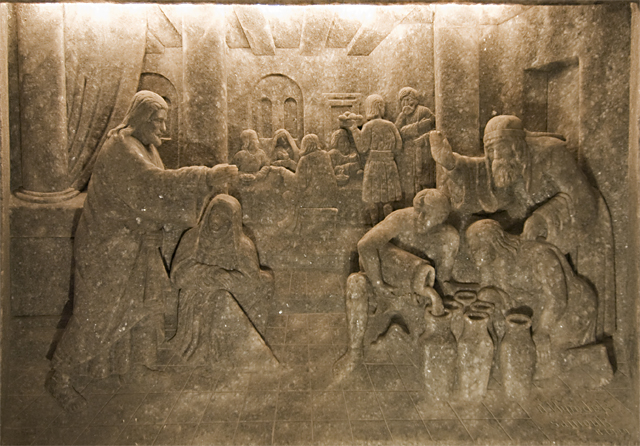
Escultura de Jesus transformando água em vinho
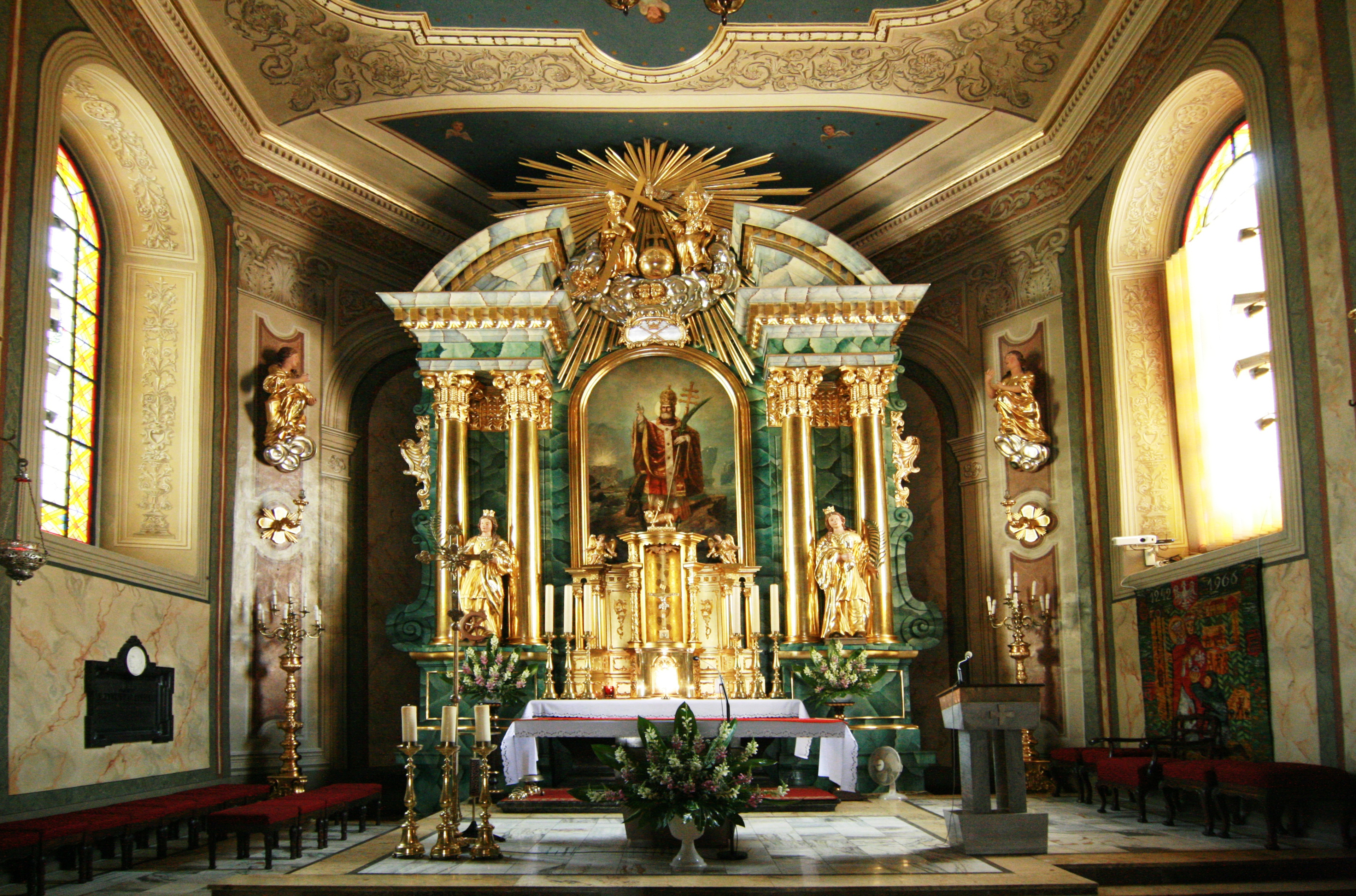
Interior da igreja de São Clemente, em Wieliczka
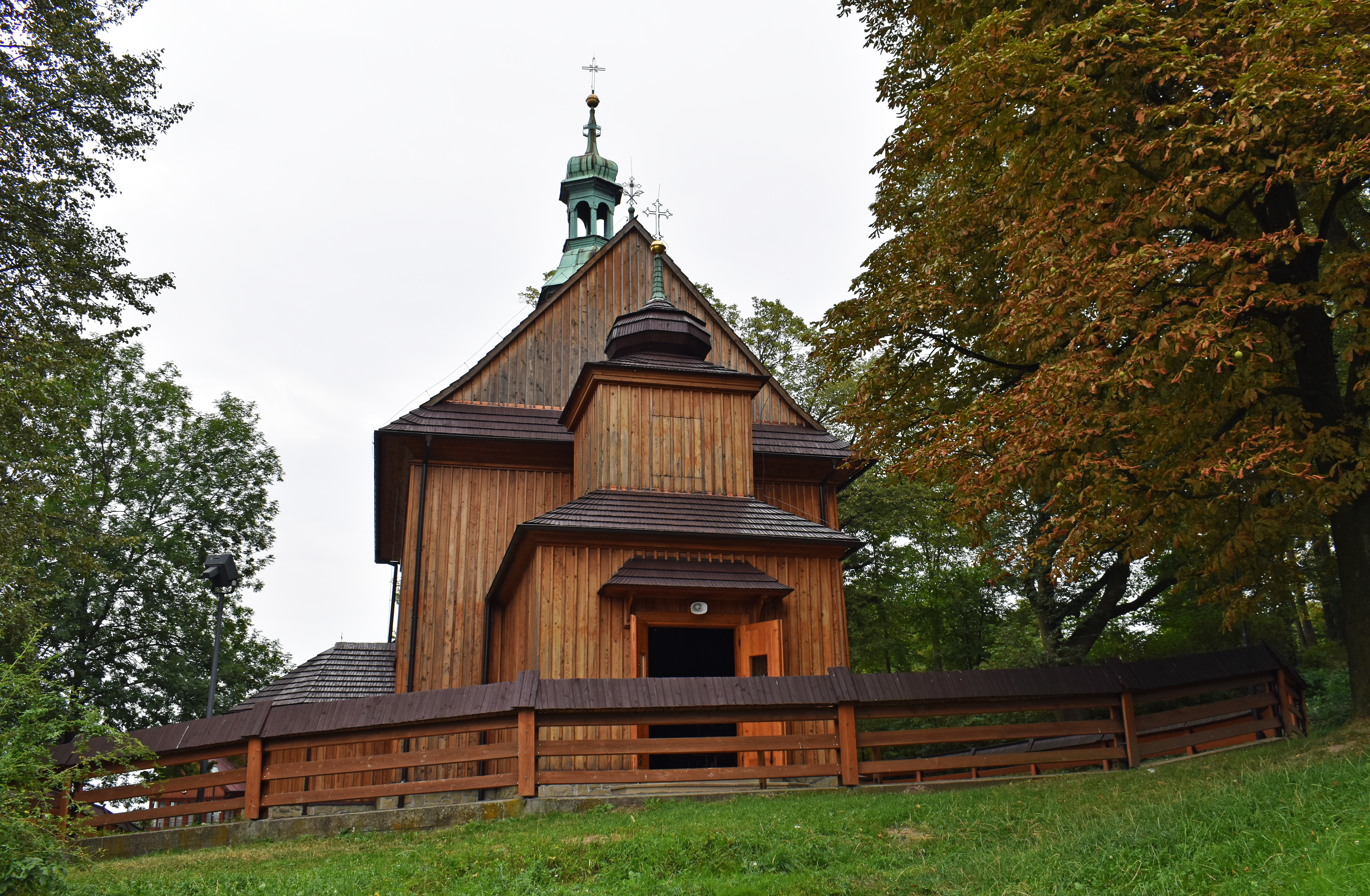
Igreja de São Sebastião
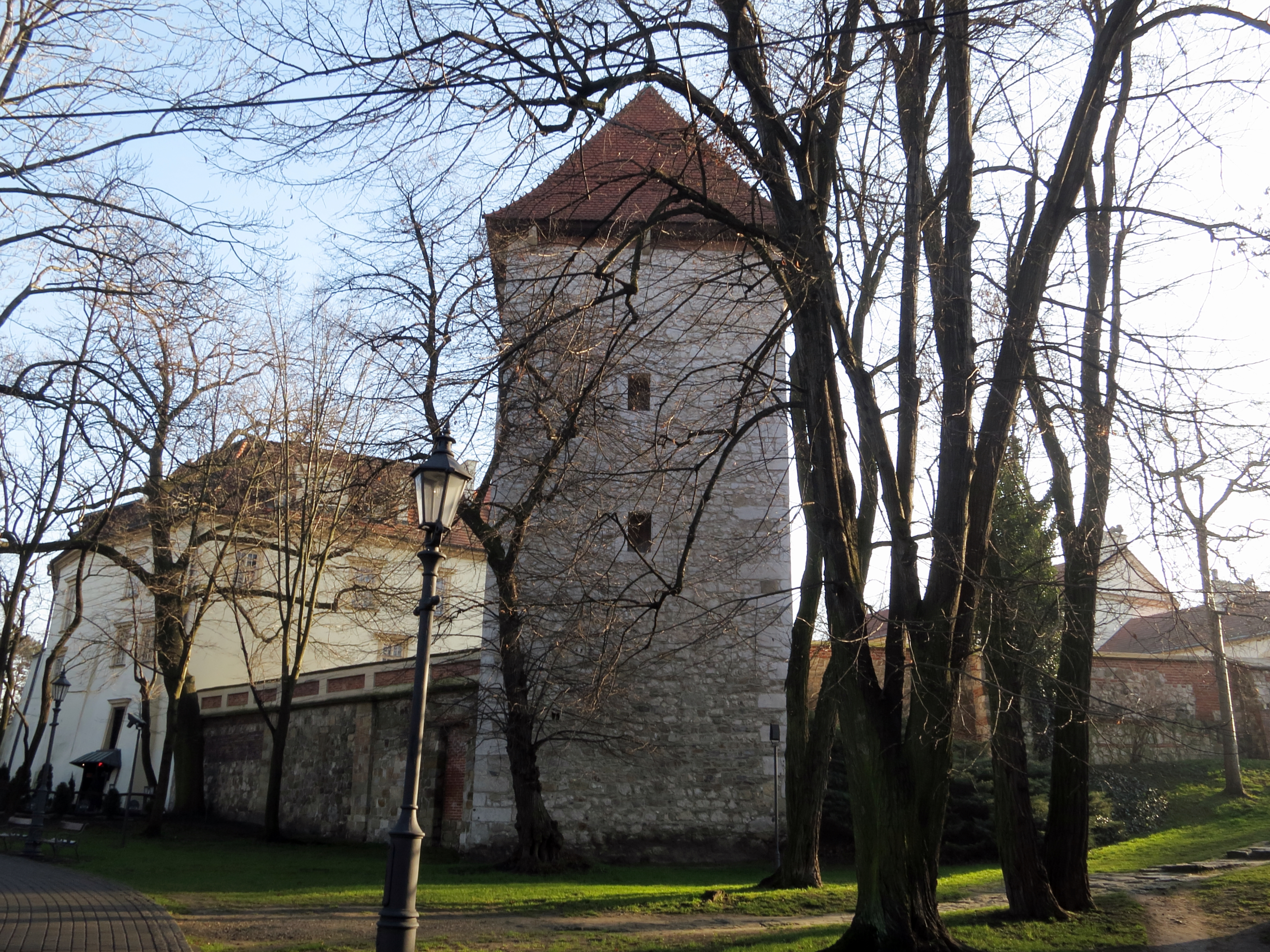
Castelo em Wieliczka
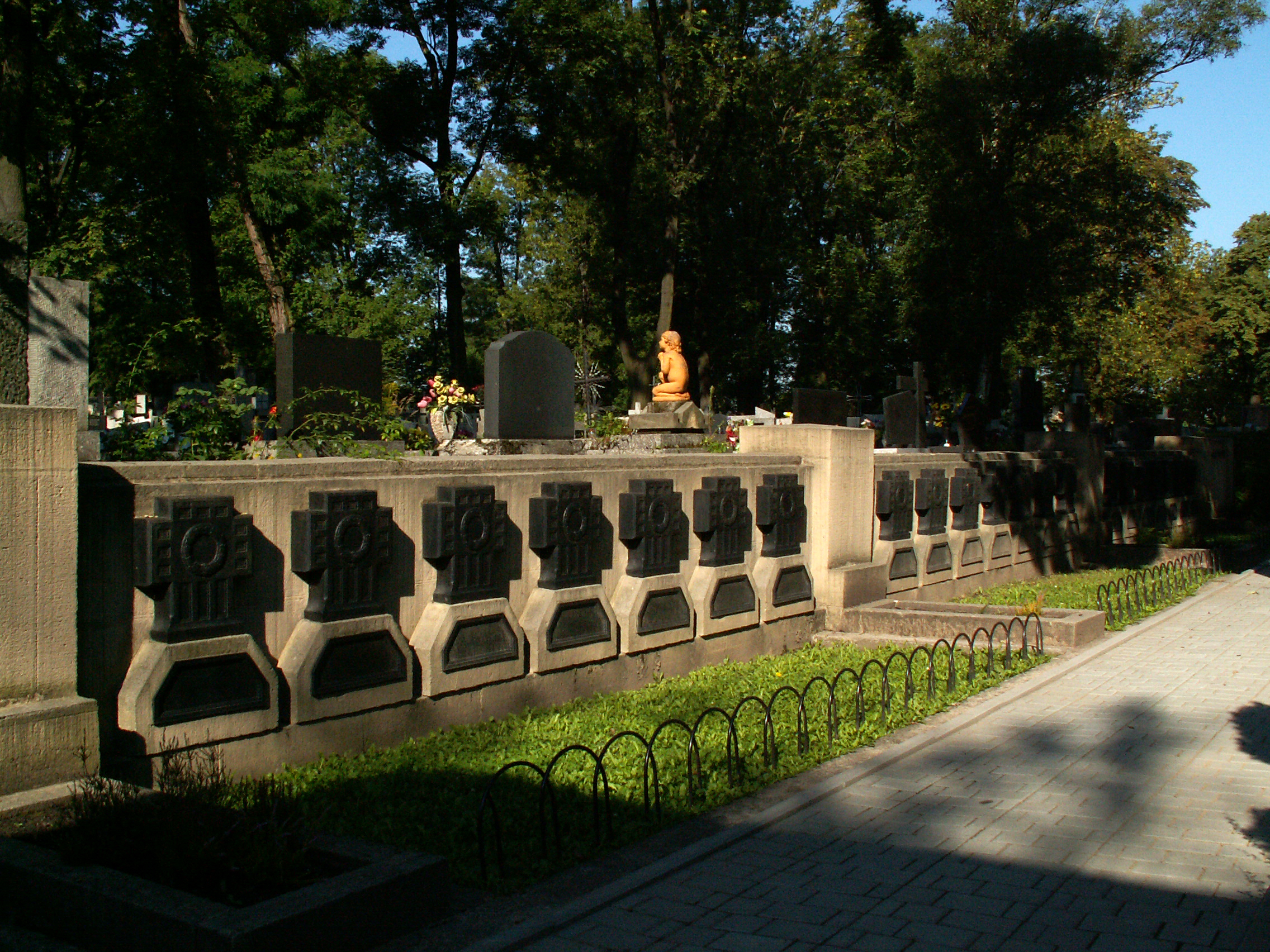
Cemitério militar dedicado a soldados da 1ª Guerra Mundial